# Titkos gyilkos mama
A Titkos gyilkos mama (eredeti cím: Serial Mom) 1994-ben bemutatott amerikai bűnügyi filmvígjáték, melyet John Waters írt és rendezett. A főbb szerepekben Kathleen Turner, Sam Waterston, Ricki Lake és Matthew Lillard látható.
Az Amerikai Egyesült Államokban 1994. április 13-án mutatták be a Savoy Pictures forgalmazásában. Magyarországi premierje 1995. december 14-én volt.

## Cselekmény
Beverly Sutphin egy átlagos, amerikai háziasszonynak látszik, aki fogorvos férjével és két tizenéves gyerekükkel (Misty és Chip) Baltimore kertvárosában él. Azonban a történet során titkos sorozatgyilkossá válik, aki apró, őt személy szerint alig érintő vétségeket is brutális  gyilkossággal torol meg.
A reggeli alatt két nyomozó érkezik a házhoz, hogy tudnak-e valamit arról, hogy szomszédjuk, Dottie Hinkle obszcén telefonhívásokat kap valakitől. Miután a rendőrség és a család többi tagja távozik, Beverly elváltoztatott hangon felhívja a szóban forgó szomszédasszonyt, és szexuálisan felkavaró és durva szavakat mond neki. Később kiderül, hogy Dottie egyszer elfoglalta az általa kiszemelt parkolóhelyet egy bevásárlóközpontnál.
Mr. Stubbins, Chip matektanára behívatja magához Beverlyt, és aggodalmát fejezi ki, hogy Chip csak horrorfilmeket néz, és felveti a fiú elmeállapota épségének kérdését, aminek kivizsgálásához javasolja egy szakértő közreműködését is. Beverly a beszélgetés után kocsiba ül, és megvárja a tanár gyalogos távozását, majd elüti a kocsijával és többször áthajt fölötte. Az eset szemtanúja egy Luann Hodges nevű lány, aki éppen marihuanát szívott a közelben. Másnap a nyomozók újból feltűnnek a háznál és ezúttal Beverly kocsija után érdeklődnek, mert csak arra illik rá a lány leírása az iskolai szülők kocsijai közül.
Misty majd kiugrik a bőréből, amikor titkos szerelme, Carl Pageant randizni hívja. Azonban a megbeszélt helyszínen, ahol a szülők árusítanak ezt-azt, Beverly észreveszi, hogy Carl egy másik lánnyal kezd bizalmas kapcsolatot, az ő lányát pedig hanyagolja. Amikor Carl kimegy a mosdóba, Beverly utána megy, és egy piszkavassal hátba szúrja.
Eugene felfedezi, hogy az ágyuk alatt Beverly egy újságcikk-gyűjteményt rejteget sorozatgyilkosok eseteiről és azok emléktárgyairól. Este a vacsoránál Chip megemlíti, hogy egyik barátja, Scotty úgy gondolja, hogy Beverly a sorozatgyilkos, de a megjegyzést senki sem veszi komolyan.  Beverly azonban váratlanul elmegy otthonról, emiatt a család többi tagja Scotty házához rohan, mert úgy gondolják, hogy a megjegyzése miatt ő lesz a következő áldozat.  Valójában Beverly ekkor Eugene egyik páciense, Ralph Sterner feleségét, Bettyt akarja megölni, mert az asszony ragaszkodott hozzá, hogy a férje fogfájását szombat ellenére lássa el a fogorvosa. Beverly leszúrja a nőt egy ollóval, majd a férj fejére irányítja az emeletről a leeső légkondicionálót, mert az észrevette őt. Ezalatt a Sutphin család többi tagja megérkezik Scotty-ék házához, és a szobájában találják, amint a takaró alatt vadul maszturbál egy pornófilmet nézve.
Vasárnap a rendőrség több rendőrkocsival követi a Sutphin család kocsiját a templomig, mert már gyanús nekik a nő és az ujjlenyomatok elemzésének pozitív eredményét várják. Az emberek is suttognak a sorozatgyilkosról, miközben sötét pillantást vetnek Beverly felé. Egy gyanús hangra a résztvevők pánikszerűen menekülni kezdenek, eközben Beverly elmenekül a helyszínről egy autóval. A nyomozók megerősítik, hogy az ujjlenyomatok Beverlytől származnak, de nem tudják elkapni a tömeg miatt. Beverly a videokölcsönzőben bújik el, ahol a fia is dolgozik. Egy vásárló, Mrs. Jensen vitatkozik, mert meg akarják büntetni, mivel nem tekerte vissza a VHS-szalagot. Közben Chipet "egy pszichopata fiának" nevezi. Beverly követi Mrs. Jensent hazáig és egy helyben talált báránycombbal többször fejbe üti, a nő halálát okozva, miközben az a tévében filmet nézett. Scotty szemtanúja a gyilkosságnak az ablakon keresztül, és Beverly észreveszi, hogy figyelik, majd a fiú nyomába ered, aki egy helyi szórakozóhely, a Hammerjack színpadáig menekül, ahogy egy lányzenekar, a Camel Lips zenél. Beverly felgyújtja a fiút, amit a közönség a produkció részének tart. A Sutphin család többi tagja is megérkezik, továbbá a rendőrség, és letartóztatják Beverlyt.
Beverly bírósági pere szenzációvá válik. A média elkezdi "sorozatgyilkos mamának" nevezni. Chip egy ügynököt alkalmaz, aki a család médiamegjelenését menedzseli,  Misty pedig emléktárgyakat árusít a bíróság épülete előtt. A bevezető védőbeszédben az ügyvéd a vád elejtését kéri, mert indoklása szerint Beverly beszámíthatatlan. Ő azonban kirúgja az ügyvédet és saját magát kezdi védeni. Láthatólag tisztában van a jogi szakma fogásaival és különféle bírósági könyvekből idéz. Beverly taktikája az, hogy hiteltelenné teszi a tanúkat, illetve trükkös kérdéseket tesz fel nekik, hogy zavarba hozza őket.
A film vége Beverly arcát mutatja, miközben ördögi vigyor jelenik meg rajta. Megjegyzik továbbá, hogy Beverly elutasította a közreműködést a film elkészítésében.

## Szereplők
| Színész             | Szerep                                 | Első szinkron  | Második szinkron |
| ------------------- | -------------------------------------- | -------------- | ---------------- |
| Kathleen Turner     | Beverly R. Sutphin / Mrs. Wilson       | Farkas Zsuzsa  | Básti Juli       |
| Sam Waterston       | Eugene Sutphin fogorvos, Beverly férje | Csankó Zoltán  | Oberfrank Pál    |
| Ricki Lake          | Misty Sutphin                          | Somlai Edina   |                  |
| Matthew Lillard     | Chip Sutphin                           | Czvetkó Sándor |                  |
| Scott Wesley Morgan | Pike nyomozó                           | Juhász György  | Vári Attila      |
| Mary Jo Catlett     | Rosemary Ackerman                      | Némedi Mari    |                  |